# Elecciones presidenciales de Rumania de 1985
Una elección presidencial indirecta se llevó a cabo en la República Socialista de Rumania el 29 de marzo de 1985. Se celebraron después de las Elecciones legislativas de ese mismo año. Fueron las últimas elecciones presidenciales del régimen unipartidista de Nicolae Ceaușescu, que fue elegido sin oposición por la Gran Asamblea Nacional, que ejercía como colegio electoral, para un tercer mandato de cinco años. Fue el único candidato. Sería derrocado el 22 de diciembre de 1989, antes de finalizarlo.